# Shila Ensandost
Shila Ensandost es una profesora afgana y activista en defensa del derecho de las mujeres a la educación.

## Activismo
Ensandost es licenciada en estudios religiosos y profesora en varias escuelas. Ha participado en numerosas manifestaciones y formado parte de asociaciones de mujeres. En octubre de 2021, junto con su marido y su hija, se vistió de blanco en una manifestación que simulaba el ritual posterior a la muerte para exigir justicia y libertad para las mujeres.

## Reconocimiento
- La BBC la nombró una de las 100 mujeres más influyentes del mundo en 2021.[4]